# Trofeu el Corte Inglés

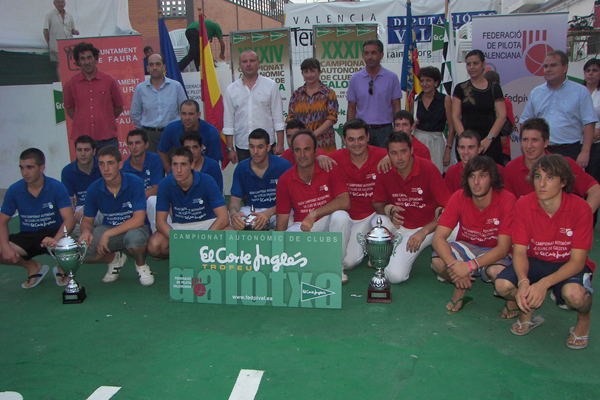
Campions del 2009, de roig Montserrat i de blau Alfarb

El Trofeu el Corte Inglés, oficialment Campionat de Clubs de Galotxa, és un torneig de galotxa organitzat per la Federació de Pilota Valenciana, patrocinat per l'empresa El Corte Inglés, i jugat per aficionats de lliure contractació, çó és, els jugadors poden ser d'un altre poble per al qual juguen. El nivell és tan alt que serveix de planter per al professionalisme, com és el cas d'Álvaro, Dani o Voro.
L'equip campió del Corte Inglés juga la Supercopa de Galotxa contra el guanyador de l'Interpobles.

## Historial
| Any  | Campió                                                                     | Subcampió                                                   | Resultat | Ciutat             |
| ---- | -------------------------------------------------------------------------- | ----------------------------------------------------------- | -------- | ------------------ |
| 2014 | Kiwa Quart de les Valls Javi el Moro, Guillermo, Xato, Bervis i Castillejo | Inmobiliaria Palanca Foios Roberto, Aucejo, Vicent i Juanma | 70-10    | Montserrat         |
| 2013 | Montserrat Pasqual, Pepet, Fede i Cerveró                                  | Inmobiliaria Palanca Foios Roberto, Aucejo, Gavilà i Juanma | 70-35    | Quart de les Valls |
| 2012 | Electrofassar Massalfassar Javi el Moro, Rubén i Ramonet                   | Gima-Kiwa Quart de les Valls Terio, Xato, Natxo i Bervis    | 70-55    | Massalfassar       |
| 2011 | Ovocity-Marquesat d'Alfarp Àngel, Gerardo II, Emilio i Becken              | Caja Campo Godelleta Marcos, Juan, Ferdi i Cano             | 70-50    | Beniparrell        |
| 2010 | El Manar de Massalfassar                                                   | Ovocity-Marquesat d'Alfarb                                  | 70-45    | Montserrat         |
| 2009 | Aj. de Montserrat                                                          | Ovocity-Marquesat d'Alfarb                                  | 70-60    | Faura              |
| 2008 | Cajacampo Godelleta                                                        | Tryp Massalfassar                                           | 70-35    | Xirivella          |
| 2007 | CP Beniparrell                                                             | Godelleta                                                   | 70-50    | Benifaió           |
| 2006 | CP Beniparrell                                                             | Godelleta                                                   | 70-65    | Beniparrell        |
| 2005 | Montserrat                                                                 | Godelleta                                                   | 70-35    | Meliana            |
| 2004 | Godelleta                                                                  | Foios                                                       |          |                    |
| 2003 | Foios                                                                      | Godelleta                                                   |          |                    |
| 2002 | Godelleta                                                                  | Borbotó                                                     |          |                    |
| 2001 | Massalfassar                                                               | Foios                                                       |          |                    |
| 2000 | Aldaia                                                                     | Borbotó                                                     |          |                    |
| 1999 | Massalfassar                                                               | Foios                                                       |          |                    |
| 1998 | Massalfassar                                                               | Borbotó                                                     |          |                    |
| 1997 | Sollana                                                                    | Sollana                                                     |          |                    |
| 1996 | Sollana                                                                    | Sollana                                                     |          |                    |
| 1995 | Sollana                                                                    | Llombai                                                     |          |                    |
| 1994 | Sollana                                                                    | Borbotó                                                     |          |                    |
| 1993 | Sollana                                                                    | Llombai                                                     |          |                    |
| 1992 | Faura                                                                      | Benavites                                                   |          |                    |
| 1991 | Benavites                                                                  | Llombai                                                     |          |                    |
| 1990 | Sollana                                                                    | Quart de les Valls                                          |          |                    |
| 1989 | CP Beniparrell                                                             | Benavites                                                   |          |                    |
| 1988 | Benavites                                                                  | CP Beniparrell                                              |          |                    |
| 1987 | Sollana                                                                    | Montserrat                                                  |          |                    |
| 1986 | Sollana                                                                    | Benavites                                                   |          |                    |
| 1985 | Picassent                                                                  | Benavites                                                   |          |                    |
| 1984 | Picassent                                                                  | Benavites                                                   |          |                    |
| 1983 | Montserrat                                                                 | Massalfassar                                                |          |                    |
| 1982 | Benavites                                                                  | Montserrat                                                  |          |                    |
| 1981 | Benavites                                                                  | Godelleta                                                   |          |                    |
| 1980 | Alfarb                                                                     | Montserrat                                                  |          |                    |
| 1979 | Alfarb                                                                     | Godelleta                                                   |          |                    |
| 1978 | Alfarb                                                                     | Mislata                                                     |          |                    |
| 1977 | Alfarb                                                                     | Mislata                                                     |          |                    |
| 1976 | Godelleta                                                                  | Montserrat                                                  |          |                    |

## Rècords del Trofeu el Corte Inglés
- És un campionat amb molt de prestigi:
  - 2006: Hi van participar 62 pobles, 70 clubs, 203 equips i 1133 jugadors.
  - 2007: 61 pobles, 271 equips.
  - 2008: 66 pobles, 278 equips en 10 categories [Enllaç no actiu]
  - 2009: 70 pobles, 300 equips en 5 categories, i més de 1.200 jugadors. [Enllaç no actiu]